# ظاهراتية (علم الاجتماع)
الظاهراتية أو الفينومينولوجيا ضمن علم الاجتماع (علم الاجتماع الظاهراتي) هي دراسة البنى الصورية للوجود الاجتماعي الملموس كما تتوافر في ومن خلال الوصف التحليلي لأفعال الوعي القصدي. موضوع تحليل من هذا النوع هو عالم الحياة اليومية المأهول وذو المعنى: ليبينسفيلت Lebenswelt، أو «عالم الحياة». مهمة علم الاجتماع الظاهراتي، شأنها شأن كل بحث ظاهراتي آخر، هي شرح أو وصف البنى الصورية لموضوع البحث هذا في ما يتعلق بالذاتية، كموضوع شُكّل في الوعي ومن أجله. استعمال الطرائق الظاهراتية هو ما يجعل توصيفًا كهذا مختلفًا عن التوصيفات الذاتية «الساذجة» لرجل في الشارع، أو تلك الخاصة بعالم اجتماع تقليدي، وكلاهما حاضران في السلوك الطبيعي للحياة اليومية.

## السياق
يتناول العلماء الظاهراتيون الاجتماعيون البنية الاجتماعية للواقع. وينظرون إلى النظام الاجتماعي كنتيجة لتفاعل الحياة اليومية، وينظرون عادةً إلى المحادثات لإيجاد الطرائق التي يستخدمها البشر للحفاظ على العلاقات الاجتماعية.
كان ألفريد شوتز (1899-1959) المناصر الأبرز لعلم الاجتماع الظاهراتي. سعى شوتز إلى تقديم أساس فلسفي نقدي لعلم اجتماع ماكس فيبير التأويلي (علم اجتماع الفهم) بتطبيق الطرائق والتبصرات المستمَدة من فلسفة إيدموند هوسيرل الظاهراتية (1859-1938) على دراسة العالم الاجتماعي. يُشكِّل بناء هذا الجسر بين الظاهراتية الهوسرليانية وعلم الاجتماع الفيبري نقطة البداية لعلم الاجتماع الظاهراتي المعاصر. لا يعني هذا، بالطبع، أن جميع صيغ علم الاجتماع الظاهراتي ينبغي أن تستند إلى مواضيع فيبرية. في الحقيقة، ثمة دليل تاريخي [تأثير ديلثي على فيبر في ما يتعلق بـ: نظرية الأول للرؤية الكونية، وتأثير هوسرل على ديلثي في ما يتعلق بـ: نظرية الأول في المعنى] يدعم الحجة القائلة إن عناصر علم الاجتماع الفيبري هي نفسها تستند إلى مواضيع ظاهراتية معيَّنة، خصيصًا في ما يتعلق بنظرية المعنى القصدي للفعل، والأفكار المتعلقة بتشكل النظرية والمفهوم.
في حين كان عمل هوسيرل يهدف إلى إقامة بنى صورية للوعي القصدي، كان عمل شوتز يهدف إلى إقامة بنى صورية لما أسماه عالم الحياة. قام عمل هوسيرل على أنه ظاهراتية متعالية للوعي. وقام عمل شوتز على أنه ظاهراتية دنيوية للعالم الاجتماعي. يكمن الفرق في تصوراتهما في مستوى التحليل والمواضيع المأخوذة كموضوع دراسةٍ، وفي نوع الاختزال الظاهراتي المستخدَم لأغراض التحليل.
في النهاية ينبغي النظر إلى هذين المشروعين الظاهراتيين المنفصلين بصفتهما متكاملين، مع اعتماد بنى الأخير على بنى الأول. أي أن التوصيفات الظاهراتية الصالحة للبنى الصورية لعالم الحياة يجب أن تكون متسقةً مع توصيفات البنى الصورية للوعي القصدي. تَستمد الأولى صلاحيتها وقابلية تحققها وقيمة حقيقتها من الأخيرة. يتماشى هذا مع مفهوم هوسيرل للظاهراتية بصفتها «فلسفة أولى» أو أساسًا أو أرضيةً لكل من الفلسفة وجميع العلوم.

## الأطروحة العامة للسلوك الطبيعي
الأطروحة العامة للسلوك الطبيعي هي الأساس التصوري لعالم حقيقة خبراتنا الاجتماعية البسيطة وذات الحس السليم. وهي توحِّد عالم المواضيع الفردية في عالم موحَّد للمعنى نفترض أنه مشترك من قبل أي وجميع من يشاركوننا ثقافتنا (شوتز 1962). تُشكّل الأطروحة العامة للسلوك الطبيعي دعامةً لأفكارنا وأفعالنا. وهي الافتراض أو الاعتقاد المتوقَّعان في عالم اجتماعي طبيعيّ الحدوث وهو في الآن نفسه موضوعي واقعيًا في حالته الوجودية وليس موضع شك في تمظهره «الطبيعي»، وتمتلك مواضيعه الاجتماعية (أفراد لغة مؤسسات إلخ) حالة «الشيء» الوجودية ذاتها التي تمتلكها مواضيع تحدث في الطبيعة (صخور أشجار وحيوانات إلخ).
على الرغم من الإشارة إليها عادةً بأنها «الأطروحة العامة للسلوك الطبيعي» فهي ليست أطروحة بالمعنى الصوري للمصطلح، بل هي افتراض أو اعتقاد لا موضوع لهما ويرتكز عليهما إحساسنا بموضوعية العالم ووقائعيته والمواضيع الظاهرة في هذا العالم. وقائعية الحس السليم لهذا العالم هي في الآن نفسه ليست موضع شك وفعليًا «لا يرقى إليها الشك»، وهي قابلة للإقرار بها في حالتها التي «تكون» والتي يوافق فيها «الجميع»، أو على الأقل، «أي شخص عقلاني»، على أن يكون الحالة في ما يتعلق بالطابع الواقعي للعالم.
في ما يتعلق بالعلوم الاجتماعية التقليدية، عالم الوقائع الاجتماعية هذا المسلّم به هو نقطة البداية والنهاية لأي وجميع أبحاث العالم الاجتماعي. يقدِّم «المعطيات» الأولية والمسلَّم بها والقابلة للملاحظة والتي استنادًا إليها تؤمثَل مكتشفات العلوم الاجتماعية وتصوَّر وتُعرَض للتحليل والخطاب. ضمن العلوم الاجتماعية التقليدية، تُصاغ هذه «المعطيات» في عالم نظام ثانٍ من التجريدات والاستمثالات المشكَّلة وفقًا للمخططات التأويلية المحدَّدة مسبقًا. (هوسيرل: 1989)
تُبنى التوصيفات الظاهراتية الخاصة بشوتز من داخل السلوك الظاهراتي بعد الاختزال الظاهراتي ]تعليق الحكم[، الذي يلعب دورًا في إبطال هذا الافتراض أو الاعتقاد ويكشِف الظواهر التي تحدث ضمن السلوك الطبيعي كمواضيع للوعي.

## الاختزال الظاهراتي
يصف مارتن هايدغر بصورة موفَّقة تَصوُّر بحث هوسيرل الفينومينولوجي بأنه «التوصيف التحليلي للقصدية في حالتها القبْلية» (هايدغر: 1992) نظرًا إلى أن ظاهرة القصدية توفِّر نموذج الوصول لإجراء أيِّ وجميع الأبحاث الظاهراتية وأنها الأرضية أو الأساس النهائيين اللذان يضمنان أي مكتشفات يُسفِر عنها أي بحث كهذا. عند تمييزه لامتلاك الوعي للبنى الصورية للقصدية، وبامتلاكه على الدوام وعيًا لموضوع قصدي، وضعت الظاهراتية الهوسيرليانية نقطة الوصول في صيغة جديدة جذرية من التوصيف العلمي.
منهجيًا، يجري الاتصال بهذا الحقل عبر الاختزال الظاهراتي. وفي حين أنه ثمة بعض الجدل المتعلق باسم ورقم ومستويات الاختزال، لا تُهمّنا محاججة الفلاسفة الداخلية هذه. لغايات الظاهراتية الدنيوية للعالم الاجتماعي، نطبِّق بصفتنا علماء اجتماع ظاهراتيين اختزالًا ظاهراتيًا دنيوي يُسمّى تعليق الحكم. السمة المميزة لهذه الصيغة من تعليق الحكم هي ما تظهره حول حقل بحثها: تُعرِّف الظاهراتية الدنيوية للعالم الاجتماعي ميدانها ظاهراتيًا بأنه مكان ما بين ذواتي للوعي الدنيوي كما يَظهر من داخل السلوك الطبيعي.
يتألف الاختزال الظاهراتي كما يُطبَّق على التحليل الدنيوي للعالم الاجتماعي من الإقصاء [المرادفات: التجاهل المنهجي والوضع خارج اللعب والإبطال] لأطروحة السلوك الطبيعي. الإقصاء هذا ليس سوى إقصاء للاعتقاد الوجودي بوجود العالم الموضوعي، أما الحالة الوجودية للعالم نفسه فهي ليست موضع شك. نتيجة الإقصاء هذا هي أن انتباهنا يتحول من المواضيع في العالم كما تحدث في الطبيعة إلى المواضيع في العالم كما تظهر في الوعي- بوصفها ظاهرة للوعي القصدي. انتقلت توصيفاتنا الآن للمواضيع في العالم من التوصيفات الساذجة للمواضيع كما تحدث في الطبيعة إلى التوصيفات الظاهراتية للمواضيع كما تظهر في الوعي. باختصار، وبهدف التحليل الظاهراتي الدنيوي ضمن السلوك الطبيعي، يحوِّل تعليق الحكم المواضيع كما تحدث في الطبيعة إلى: مواضيع للذاتية ومواضيع للوعي ومواضيع قصدية.
ينبغي تذكر أن معنى الموضوع في الوضعية هو، حسب التعريف، «موضوعي». أي أن معنى الموضوع هو خاصية للموضوع نفسه، وهو مستقل عن أي ملاحظ معيَّن وهو «نفسه» لأي وجميع الملاحظين بصرف النظر عن توجههم أو منظورهم. في الظاهراتية، الموضوع قصدي دائمًأ، ومشكَّل، وذو معنى من قبل موضوع قصدي معين من توجه معين ومن وجهة نظر معينة. إضافة إلى أنه لا يمكن لمعنى الموضوع، بكلام ظاهراتي، أن ينفصل عن ظاهريّته، أو ماديته، ولا يمكن أن يشكَّل بواسطة موضوع ذو معنى دون معنى يُعطى لفعل قصدي من جانب موضوع تشكيلي.
بالنسبة لظاهراتية ضمن السلوك الطبيعي، لا يعود   المعنى بطبيعته إلى موضوع بصفته شيئًا بحد ذاته، وليس «إضافة» على الموضوع ]عنوان[ وهو لا يمكن أن ينفصل عن الموضوع كما شُكِل من الذات القصدية في فعل تشكيل المعنى.